# Église de Luvia
L'église de Luvia (finnois : Luvian kirkko) est une église luthérienne située à Luvia en Finlande.

## Description
L'église en pierre a été construite en grès en 1910 selon les plans de l'architecte Josef Stenbäck. 
Elle est du style nationaliste romantique avec des influences Jugend. 
En 1917, la fabrique d'orgues de Kangasala a fourni l'orgue à 13 jeux qui sera étendue à 17 jeux en 1957.
En 1912, Ilmari Launis a réalisé le retable.